# Brezova Reber pri Dvoru
Brezova Reber pri Dvoru este o localitate din comuna Žužemberk, Slovenia, cu o populație de 43 de locuitori.